# Anacyclus valentinus

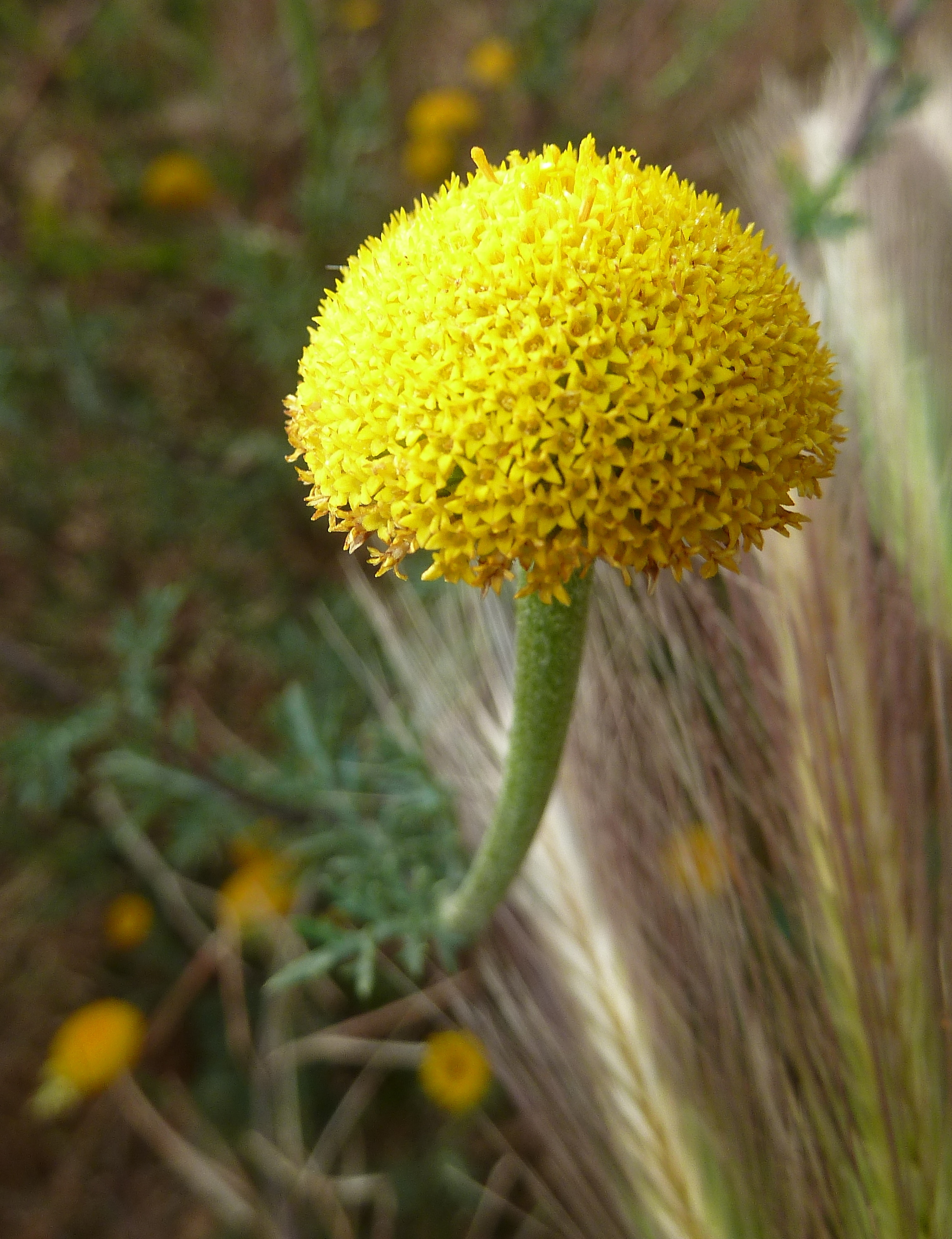
Capítulo, vista lateral

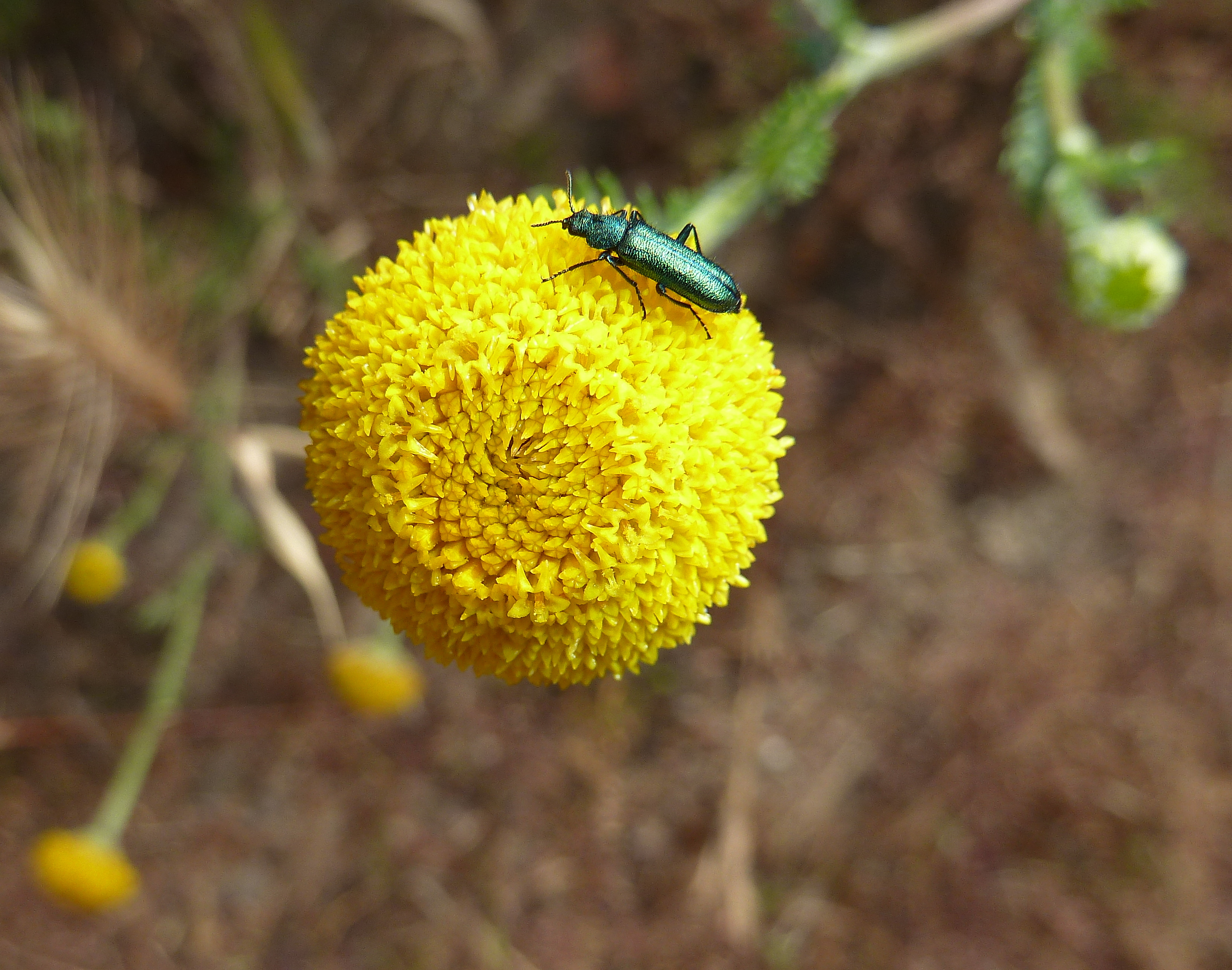
Capítulo, vista cenital

Anacyclus valentinus, la magarza o manzanilla valenciana es una especie del género Anacyclus, familia de las asteráceas, originaria del Mediterráneo occidental.

## Descripción
Es una planta anual de aspecto tomentoso, algo rastrera con tallos erguidos, con las hojas profundamente divididas en segmentos lineares. Las flores del disco son de color amarillo, agrupadas en capítulos solitarios de 2-2,5 cm de diámetro, y no tienen lígulas aparentes, pues estas no son generalmente más largas que el involucro, aunque ocasionalmente puede sobrepasar algo este último. En este caso, son en general escasas (6-12) y cortísimas, pero en algunos individuos llegan a tener un tamaño igual a diámetro del disco de flósculos; son de un amarillo más pálido que estos y el envés aún más claro, o bien bicolor con el tubo y la base del limbo amarillo dorado y el resto prácticamente blanco. El receptáculo esta densamente cubierto de escamas obovadas/lanceoladas puntiagudas traslúcidas. Los frutos periféricos son aquenios anchamente alados y el tamaño de estas alas laterales va disminuyendo progresivamente de manera centrípeta hasta desaparecer en los frutos más internos del capítulo.

## Distribución y hábitat
Es nativa de la cuenca del Mediterráneo (Sur de Francia - Pirineos orientales, España (toda la franja costera oriental), Marruecos y Túnez) e introducida en algunos países de Europa central y del Norte (Bélgica, Luxemburgo, Polonia e Irlanda).

Se encuentra en los bordes de caminos, herbazales nitrófilos secos. Tiene hábitos vitales de terófito.

## Citología
Número de cromosomas de Anacyclus valentinus (Fam. Compositae) y táxones infraespecíficos:
- n=9.[2]

## Sinonimia
- Anacyclus alboranensis Esteve, Chuesca & Varo
- Anacyclus aureus Brot.
- Anacyclus bicolor Pers.
- Anacyclus dissimilis Pomel
- Anacyclus dissimilis var. eriolepis Maire
- Anacyclus hirsutus Lam.
- Anacyclus lanuginosus Moench
- Anacyclus pallescens Guss.
- Anacyclus prostratus Pomel
- Anacyclus purpurascens (Pers.) DC.
- Anacyclus radiatus  Loisel.
- Anacyclus valentinus subsp. dissimilis (Pomel) Thell.
- Anacyclus valentinus var. eudissimilis Maire
- Anacyclus valentinus subsp. prostratus (Pomel) Batt.
- Anacyclus valentinus var. ligulata Sennen
- Anacyclus valentinus var. microcephalus Costa
- Anacyclus valentinus subsp. valentinus
- Anacyclus valentinus var. valentinus
- Anacyclus × bethuriae Rivas Goday & Borja
- Anthemis lanuginosa Moench
- Anthemis purpurascens Nyman
- Anthemis purpurea Voss
- Anthemis radiata des. inval.
- Anthemis valentina L.
- Chamaemelum radiatum (Loisel.) E.H.L.Krause
- Chamaemelum valentinum (L.) All.
- Lyonnetia anthemoides (L.) Willk.
- Santolina anthemoides L.[3][4]

## Nombres comunes
- Magarza valenciana, manzanilla silvestre, manzanilla valenciana.[5]